# James Napper Tandy

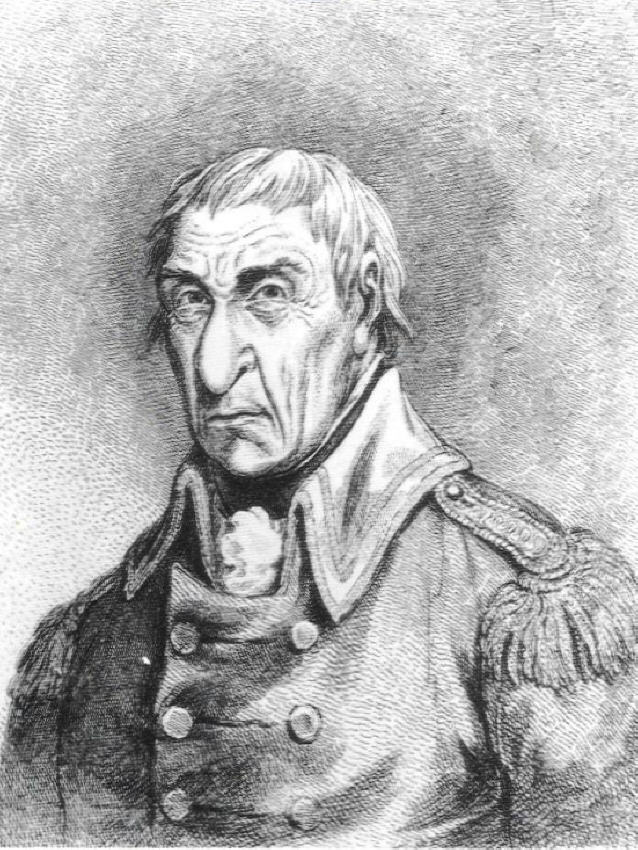
James Napper Tandy.

James Napper Tandy (Dublín, 1740 - Burdeos, 24 de agosto de 1803) fue un rebelde irlandés.

## Activismo político
Protestante e hijo de un ferretero, Tandy asistió al famoso internado escuela cuáquero en Ballitore, sur de Kildare, donde estudió junto con Edmund Burke.
Comenzó su vida adulta como pequeño comerciante, pero se convirtió en político. Llegó a ser integrante del Concejo de Dublín y se hizo popular denunciando la corrupción en el municipio y llamando al boicot de las mercancías inglesas en Irlanda, como retaliación por las restricciones gubernamentales al comercio irlandés.
En abril de 1780, Tandy fue despedido de los Voluntarios Irlandeses tras proponer la expulsión del Duque Leinster, cuya moderación ofendía a los radicales. Fue uno de los miembros más visibles del pequeño partido revolucionario, principalmente de la clase de los comerciantes, que formó un comité permanente en junio de 1784 para agitar para la reforma, y llamó a una convención de delegados de todas las regiones de Irlanda, la cual se reunió en octubre de ese año. 
En 1875 Tandy convenció al Concejo de Dublín para que condenara mediante resolución la enmienda comercial de Pitt. Se afilió al Whig británico club fundado por Henry Grattan y que dio origen al partido liberal. Además Tandy cooperó con Theobald Wolfe Tone en la fundación de la Sociedad de los Irlandeses Unidos en 1791, de la cual llegó a ser primer secretario. 
La radicalidad de sus ideas estuvo fuertemente influenciada por la Revolución francesa y lo colocó en la mira del gobierno. En febrero de 1792, desafió al Fiscal general que se burló de su fealdad física en un debate parlamentario. La Cámara de los Comunes ordenó entonces el arresto de Tandy, orden que él burló hasta que la orden expiró, por finalizar el período parlamentario. Tandi demandó entonces al Lord teniente por haber ordenado su detención y aunque la acción judicial no fue exitosa aumentó la popularidad de Tandy, en tanto que el costo fue pagado por la Sociedad de los Irlandeses Unidos.

## Planeando una revolución en el exilio
La simpatía con la Revolución francesa se difundió rápidamente en Irlanda. Una manifestación de 6.000 personas en Belfast votó en julio de 1791 un mensaje de felicitación dirigido a la nación francesa. Al año siguiente, Napper Tandy tomo parte en la conformación de una nueva organización militar que seguía el modelo de la Guardia Nacional francesa, de acuerdo con principios republicanos, en cuyo uniforme el gorro de la libertad substituía a la corona y estaba superpuesto al arpa irlandesa.
Con el objetivo de unir a los revolucionarios irlandeses tomó el juramente de los Defensores de Irlanda, una sociedad de católica cuya participación en los cada vez más violentos conflictos agrarios y políticos se había incrementado en los últimos años. Ante la amenaza de ser procesado o atacado por este paso cambió frecuentemente su domicilio hasta que viajó Estados Unidos donde se refugió hasta 1798. En febrero de 1798 viajó a París, donde se reunió con un grupo de refugiados irlandeses entre quienes se destacaba Wolfe Tone y con ellos planificó un desembarco en Irlanda navegando desde Francia con una fuerza militar.

## Regreso a Irlanda
Tandy aceptó la oferta de una corbetadel gobierno francés, la Anacreon,y partió desde Dunquerque acompañado por algunos Irlandeses Unidos, una pequeña fuerza humana con una considerable cantidad d armamento y municiones para distribuir en Irlanda. Arrived a la isla de Arranmore, frente a la costa de Condado de Donegal, el 16 de septiembre de 1798.
Aunque era un lugar bastante poblado, la gente demostró poco entusiasmo para unirse a la expedición militar. La tropa de Tandy tomó la villa de Rutland, donde fue izada ala bandera irlandesa y lanzada una proclama, peropronto el fracaso de la expedición se hizo evidente. Tandy navegó entonces alrededor de la costa norte de Escocia para evadir la flota británica. Marchó entonces con tres o cuatro compañeros al puerto libre de Hamburgo pero allí fue detenido por exigencia del gobierno británico, a pesar de la protesta del Directorio francés.

## Exilio y muerte en Francia
Tandy permaneció en prisión hasta abril de 1801, cuando fue juzgado y condenado a muerte, pero fue indultado y entregado a Francia, debido a las demandas sobre su detención ilegal en Hamburgo y a las exigencias de Napoleón, quien puso como condición su liberación para firmar el Tratado de Amiens. En Francia su liberación fue considerada una gran victoria diplomática y Tandy fue recibido en marzo de 1802 como una personalidad distinguida. A su funeral asistieron miles de personas. A pesar de su incapacidad militar y de la derrota de su expedición, Tandy se convirtió en inspirador de la imaginación revolucionaria irlandesa, como lo demuestran las canciones populares.